# COOL GIRL
COOL GIRL（クールガール）はタカラから発売されているアクションフィギュア。

## ゲーム
『COOL GIRL』（クールガール）は、2004年2月19日にコナミから発売されたPlayStation 2専用のアクションアドベンチャーゲーム。レーディングは15才以上対象。